# Киназа Aurora B
 Киназа Aurora B  (англ. Aurora B kinase) — белок, прикрепляющий митотическое веретено деления к центромере.

## Функция
Хромосомная сегрегация во время митоза, а также мейоза регулируется киназами и фосфатазами. Киназа Aurora ассоциирована с микротрубочками во время движения хромосом и их сегрегации. Киназа Aurora B локализуется в микротрубочках вблизи кинетохор, специально для специализированных микротрубочек, называемых K-волокнами, и киназы Aurora А (МИМ 603072) локализующейся в центросомах (Лампсон и др., 2004 г.).
В раковых клетках экспрессия этих ферментов вызывает неравномерное распределение генетической информации, создавая анеуплоидные клетки, являющиеся отличительной чертой рака.

## Открытие
В 1998 году киназа Aurora B была обнаружена в организме человека с помощью скрининга полимеразной цепной реакции для киназ, которые сверхэкспрессируются при раке. В том же году киназа Aurora B была идентифицирована у крыс посредством скрининга, разработанным для поиска киназ, которые изменяли пролиферацию S. cerevisiae при сверхэкспрессии.

## Экспрессия и внутриклеточная локализация

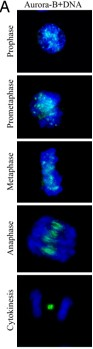
Киназа Aurora B (зелёный) локализуется зависимым от клеточного цикла образом. (ДНК показан синим)

Экспрессия и активность Aurora B регулируются в соответствии с клеточным циклом. Экспрессия Aurora B достигает максимума во время перехода G2-M, в то время как наибольшая активность белка Aurora B наблюдается во время митоза.
Aurora B является белком хромосомного пассажира. В частности, Aurora В локализуется в хромосомах в профазе, в центромерах в прометафазе и метафазе и центральном митотическом веретене деления в анафазе. Эта локализация была определена путём косвенной иммунофлюоресценции клеток млекопитающих, Caenorhabditis elegans и Drosophila melanogaster. Более детальный анализ локализации белка Aurora B был проведен в клетках млекопитающих, помечая Aurora B зеленым флуоресцентным белком. Этот анализ показал, что объединение Aurora B с центромерой является динамическим (Aurora B около центромер постоянно обмениваясь с пулом цитоплазматической Aurora B). Анализ помеченных Aurora B также предполагает, что они ассоциируют с микротрубочками веретена деления во время анафазы митоза, и эта ассоциация значительно ограничивает её подвижность. Наконец, часть помеченой Aurora B локализована в экваториальной коре клеток, их транспортировка туда осуществляется с помощью астральных микротрубочек.

## Регуляция Aurora B
Aurora B образует комплекс с тремя другими белками: сурвивином, бореалином и INCENP. Каждый из четырех компонентов комплекса требуется для надлежащей локализации и функционирования трех других. INCENP стимулирует активность киназы Aurora B. Сурвивин может делать то же самое.
Для локализации Aurora B в центромерах в прометафазе и метафазе у млекопитающих требуется фосфорилирование кинетохоро-специфических гистонов — вариант H3 белка центромеры А (CENP-A). CENP-A связывается с центромерой и необходим для сборки кинетохор, фосфорилирования CENP-А вблизи серина 7 киназой Aurora A, рекрутирующего Aurora B для центромеры. Aurora B, сама по себе, может также фосфорилировать CENP-A до того же остатка, когда будет рекрутирована (смотри ниже).
Кроме того, топоизомераза II была вовлечена в регуляцию локализации Aurora B и ферментативной активности. Эта регулирующая роль может быть непосредственно связана с ролью топоизомеразы II в расклинивании сестринских хроматид до анафазы. В обедненных топоизомеразой II клетках Aurora B и INCENP не перемещаются на центральное веретено деления в конце митоза. Вместо этого они остаются тесно взаимосвязаны с центромерой без отрыва сестринских хроматид. Кроме того, клетки с дефицитом топоизомеразы II представляют значительное снижение активности киназы Aurora B. Ингибирование Aurora B из-за потери топоизомеразы II, кажется, зависит от активности BubR1 (см. ниже)
Aurora B, как было выявлено, связывается с белком связывающего конца 1 (EB1), белком, который регулирует динамику микротрубочек. Непрямая иммунофлуоресценция показала, что Aurora B и EB1 локализуются в анафазе в центральном веретене деления и в середине тела во время цитокинеза. Интересно, что избыточная экспрессия EB1 повышает активность киназы Aurora B, по крайней мере, отчасти потому, что EB1 блокирует дефосфорилирование/инактивация Aurora B с помощью белка фосфатазы 2А.

## Роль в хромосомной биориентации
Исследования, проведенные в нескольких организмах, показывают, что у Aurora B регулирует биориентацию хромосом, что гарантирует соответствующие соединения между микротрубочками веретена деления и кинетохорами.
Ингибирование функций Aurora B с помощью РНК-интерференции или микроинъекции блокирующих антител ухудшает выравнивание хромосом по экватору митотического веретена деления. Этот процесс выравнивания определяется как конгрессия хромосомы. Причина этого дефекта является предметом постоянного изучения. Ингибирование Aurora B может привести к увеличению количества синтелических вложений (сестринских хроматидных пар, в которых обе сестры кинетохора прикреплены к микротрубочкам, исходящим из того же полюса веретена). Интересно, что экспрессия доминантно-негативной и каталитически неактивной формы Aurora В нарушает привязанность микротрубочек к кинетохорам и предотвращает объединение динеинного и центромерного белка Е (CENP-E) с кинетохорами.
Многочисленные кинетохорные цели киназы Aurora были определены в организмах, начиная от дрожжей до человека. В частности, CENP-A это цель Aurora B. Фосфорилирование CENP-А Aurora B достигает максимума в прометафазе. В самом деле, Aurora А нацелена на тот же сайт CENP-фосфорилирования, что и Aurora B и CENP-фосфорилирование с помощью Aurora A, как полагают, предшествуют аналогичному действию Aurora В. Таким образом, была предложена модель, в которой CENP-фосфорилирование с помощью Aurora A рекрутирует Aurora B для центромеры, которая поддерживает фосфорилирования CENP-А в петле положительной обратной связи. Как ни странно, мутация этого фосфорилирования в CENP-А приводит к дефектам в цитокинезе.
Aurora B также взаимодействует с митотическим центромерно-ассоциированным кинезином (MCAK). Как Aurora B, так и MCAK локализуются во внутренней центромере в прометафазе. Aurora B, как было выявлено, рекрутирует MCAK для центромеры и непосредственно фосфорилирует MCAK до различных остатков. Фосфорилирование MCAK Aurora B ограничивает способность MCAK к деполимеризации микротрубочек. Важно отметить, что ингибирование MCAK рядом подходов приводит к неправильному прикреплению к кинетохорам микротрубочек веретена деления.
Была выдвинута гипотеза, что напряженность, порожденная амфителической привязанностью (биориентация; привязанность сестринской кинетохоры к противоположным полюсам веретена) тянет сестринские кинетохоры друг от друга, таким образом, нарушая взаимодействие Aurora B в внутренней части центромеры с микротрубочками сайтов связывания волокнистой короны с внешним центромером. В частности, напряжение, генерирующее биориентацию, тянет MCAK вовне зоны локализации Aurora B. Таким образом, митоз протекает на фоне биориентации и диссоциации Aurora B с её субстратами.

## Роль в конденсации и когезии хромосом
Aurora B отвечает за фосфорилирование гистона-Н3 в серине 10 в митозе. Эта модификация сохраняется от дрожжей (где известна как киназа Ipl1) до человека. Гистоны Н3, фосфорилированные Aurora B, предположительно, не несут ответственности за конденсацию хроматина. Хотя Aurora B обогащается в центромерах, она локализует диффузно весь хроматин.
В клетках дрозофилы истощение Aurora B нарушает структуру хромосом и уплотнения. В этих клетках комплекс конденсина не локализуется в хромосомах надлежащим образом. Аналогичным образом, в C. elegans активность конденсина зависит от Aurora B в метафазе. Однако в клеточных экстрактах Xenopus конденсин связывается и конденсация хромосом не зависит от Aurora B. Аналогично, после обработки клеток ингибитором фермента Aurora B (локализация Aurora B не влияет), комплекс конденсина локализуется нормально.
Aurora B локализуется в парных плечах гомологичных хромосом в метафазе I мейоза C. elegans и нарушает динамику микротрубочек в митозе. Освобождение этой когезии, которая зависит от Aurora B, необходимо для прогрессирования к анафазе I и сегрегации гомологичных хромосом. В митотических позвоночных B-лимфоцитах для собственной центромерной локализации связывающих партнеров ряда Aurora B требуется когезин.

## Роль в цитокинезе
Комплекс Aurora B необходим для цитокинеза у позвоночных, Caenorhabditis elegans, Drosophila melanogaster и делящихся дрожжей.
В различных типах клеток избыточная экспрессия каталитически неактивной Aurora B предотвращает цитокинез. Нарушения цитокинеза также могут возникнуть по причине нарушений локализации Aurora B из-за мутации её связывающих партнеров.
Aurora B нацелена на ряд белков, которые локализуются в бороздке расщепления, в том числе промежуточных филаментов типа III белков виментина, десмина и глиального фибриллярного кислого белка (GFAP). В целом, фосфорилирование дестабилизирует промежуточные филаменты. Таким образом, было предположено, что фосфорилирование промежуточных филаментов у бороздки расщепления дестабилизирует нити в процессе подготовки к цитокинезу. В соответствии с этой гипотезой, мутация сайтов-мишеней Aurora B в белках промежуточных филаментов приводит к дефектам типа деформации нити и предотвращает заключительный этап цитокинеза.
Aurora B фосфорилирует также миозин II легкой регуляторной цепи в бороздке расщепления. Ингибирование активности Aurora B препятствует нормальному локализации миозина II для бороздки расщепления и разрушает организацию веретена деления в средней зоне.

## Роль в сборке контрольной точки веретена деления
Сборка контрольной точки веретена деления ингибирует прогрессирование митоза от анафазы к метафазе пока все пары сестринских хроматид обладают двойной ориентацией. Клетки, лишенные Aurora B, не блокируются в метафазе хромосомой, даже когда не хватает привязанности микротрубочек. Следовательно, дефицит Aurora B приводит к прогрессированию перехода через анафазу, несмотря на наличие смещенных хромосом.
Aurora B может быть вовлечена в локализацию MAD2 и BubR1, белков, которые распознают правильность вложения в хромосомы микротрубочек веретена деления. Потеря Aurora B снижает концентрацию Mad2 и BubR1 в кинетохорах. В частности, Aurora B, кажется, отвечает за поддержание локализации Mad2 и BubR1 в кинетохорах после их первоначального рекрутирования, который происходит независимо от Aurora B. Aurora B может быть прямо или косвенно вовлечена в гиперфосфорилирование BubR1 в митозе в клетках дикого типа.

## Взаимодействия
Киназа B Aurora, как было выявлено, взаимодействует с:
- BARD1[англ.][35],
- BIRC5[36][37],
- CDCA8[38][39] и
- TACC1[англ.][40].

## Роль в раке
Аномально повышенные уровни киназы Aurora B вызывают неравное хромосомное разделение во время клеточного деления, приводящие к образованию клеток с аномальным числом хромосом, которые одновременно являются причиной и продвигающей структурой рака.
Ингибирование киназы Aurora B с помощью BI811283 в раковых клетках приводит к образованию клеток с сильно аномальным числом хромосом (полиплоидных клеток). Парадоксально, ингибирование киназы Aurora B на самом деле порождает полиплоидные клетки, образованные для продолжения разделения. Однако, поскольку эти клетки имеют серьезные хромосомные аномалии, они в конечном счете прекращают деление или приводят к гибели клеток.